# Rockell
Rachel Alexandra Mercaldo, mais conhecida por Rockell (Long Island, Nova Iorque, 4 de Março de 1977) é uma cantora americana de freestyle e dance-pop. Rockell é melhor lembrada pelo seus hits "I Fell in Love", "In a Dream" e "Can't We Try" (parceria com Collage), que chegaram na posição #61, #72 e #59 na Billboard Hot 100.

## Discografia

### Álbuns de estúdio
| 1998                                               | What Are You Lookin' at? - Lançado: 28 de Abril de 1998 - Gravadora: Robbins Entertainment | 30 |
| 2000                                               | Instant Pleasure - Lançado: 10 de Outubro de 2000 - Gravadora: Robbins Entertainment       | —  |
| "—" denota um lançamento que não entrou na parada. |                                                                                            |    |